# Knights Stadium (Melbourne)
Knights Stadium est un stade australien de football (soccer) situé à Sunshine North, Victoria, une banlieue de Melbourne, Victoria.

Construit en 1989, il est utilisé par les Melbourne Knights comme stade principal dans la division NPL Victoria (NPL), et auparavant dans la National Soccer League (NSL).

## Photos

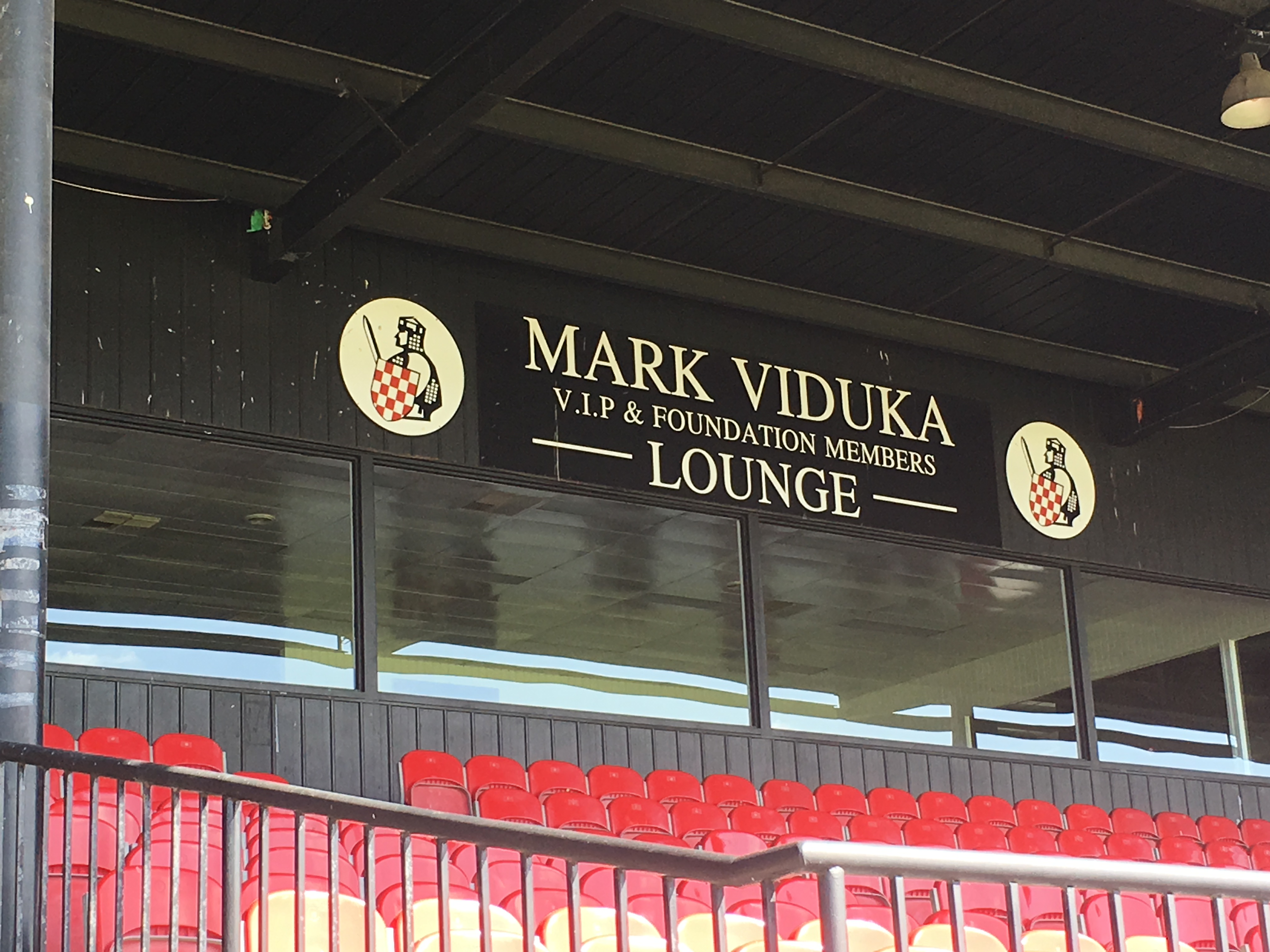
Tribune Mark Viduka.
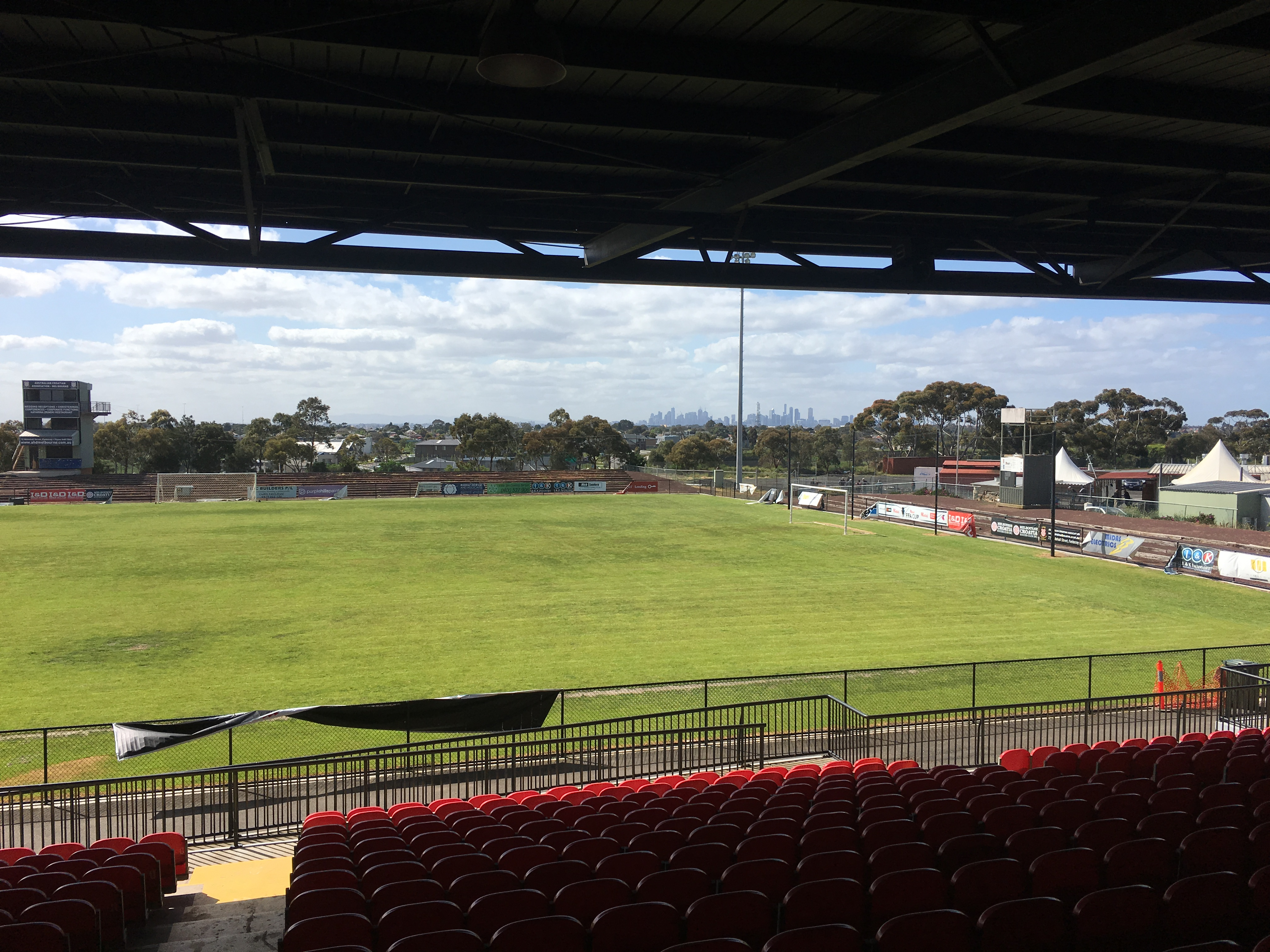
Vue vers les gradins est.